# Nitronate

Structure d'un ion nitronate.

En chimie organique, un nitronate (IUPAC : azinate) est un groupe fonctionnel de formule générale R1R2C=N+(O−)2.
C'est la forme anionique de l'acide nitronique, un tautomère du composé nitro correspondant. Cet acide nitronique est aussi appelé « forme aci ». Dans la réaction de Nef, des acides nitroniques sont dégradés en cétones. Ils peuvent aussi être alkylés sous dioxygène et utilisés comme dipôles dans les cycloadditions 1,3-dipolaires.